# Център (град)
Вижте пояснителната страница за други значения на Център.
Център на даден град представлява центъра, част от центъра или централната част на един град. В САЩ, Великобритания или Канада това е downtown (даунтаун).

## САЩ
В САЩ даунтаунът на по-малките градове обхваща по-голямата част, ако не и цялата централна част на града. В по-големите градове даунтаунът е само отделна част от центъра, обикновено финансовата, но понякога и включваща различни други офис и административни сгради и прилежащите търговски обекти към тях.
Населението в много от американските градове не живее в центъра (какъвто е случаят в централните части на европейските градове например), а исторически се е преместило в покрайнините на града или в градската агломерация, метрополис, мегалополис и други подобни географски области в резултат на урбанизация.
В центровете на американските градове традиционно са останали и други институции (например религиозни), тъй като първоначалното заселване на града е било именно в тази част. Въпреки това голяма част от тях, ако не и повечето от тези институции, се намират извън даунтауна, тъй като вече мигриралото население извън него ги е създало в районите, където се е преместило да живее. Изключение на това правило са съдилищата, които традиционно са останали в центъра на града.